# Jammerbergia
Jammerbergia is een geslacht van uitgestorven mastodonsauride temnospondyle Batrachomorpha (basale 'amfibieën') binnen de familie Mastodonsauridae. 
De enige soort is Jammerbergia formops, door Damiani en Hancox benoemd in 2003 uit de Cynognathus Assemblage Zone van Zuid-Afrika. De geslachtsnaam verwijst naar de vindplaats op de Jammerberg. De soortaanduiding is een combinatie van het Latijn forma, 'vorm' en het Grieks oops, 'gezicht', een verwijzing naar het feit dat de schedel bewaard is gebleven als een natuurlijk afgietsel.
Het holotype is NM QR 1436, een schedel zonder onderkaken.